# S:t Görans kyrka, Mariehamn
S:t Görans kyrka är Mariehamns stadskyrka och tillhör Mariehamns församling inom Borgå stift i Evangelisk-lutherska kyrkan i Finland.

## Kyrkobyggnaden
S:t Görans kyrka ritades av arkitekt Lars Sonck och uppfördes 1927 av byggmästare Fritjof Lindholm. Kyrkan byggdes ut 1959. Den donerades till Mariehamns församling av sjöfartsrådet August och Johanna Troberg. Tak- och fönstermålningar är utförda av Bruno Tuukkanen.
Ett församlingshem norr om kyrkan uppfördes 1930.

## Inventarier
- Dopfunt i mörk granit med skål och lock i silver, skänkt 1934 av postiljonen Josef Eriksson och hans hustru Karolina.

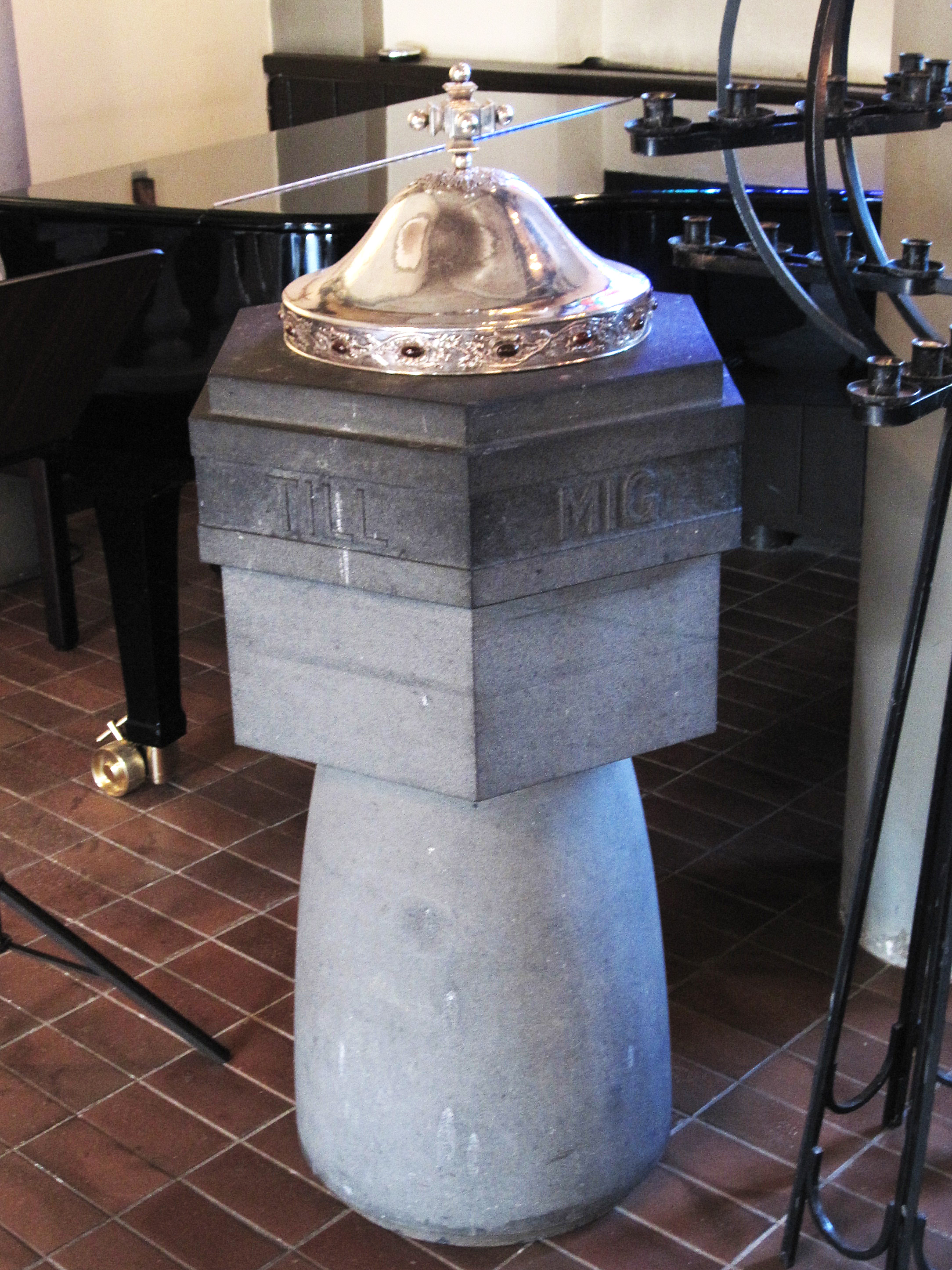
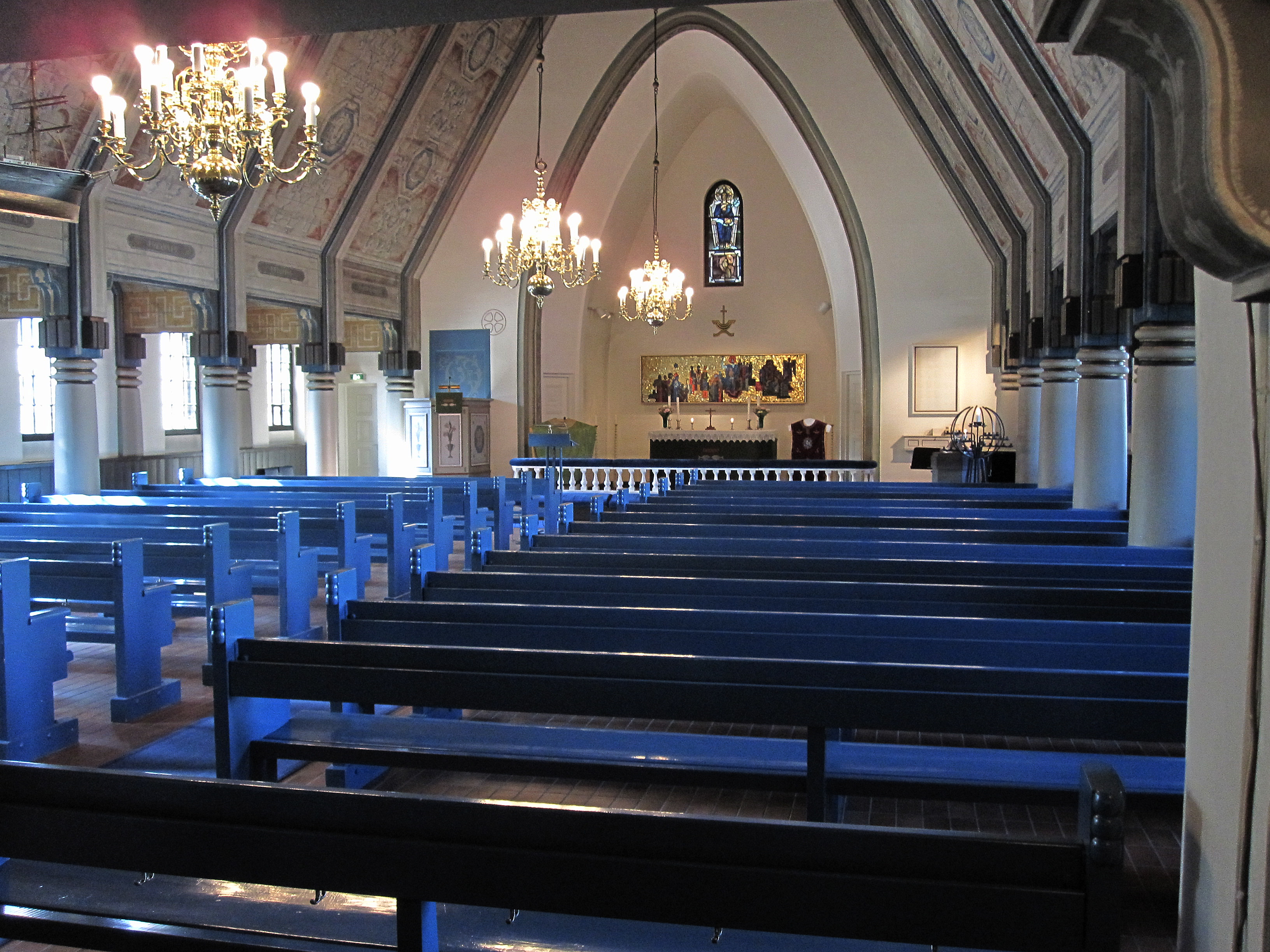
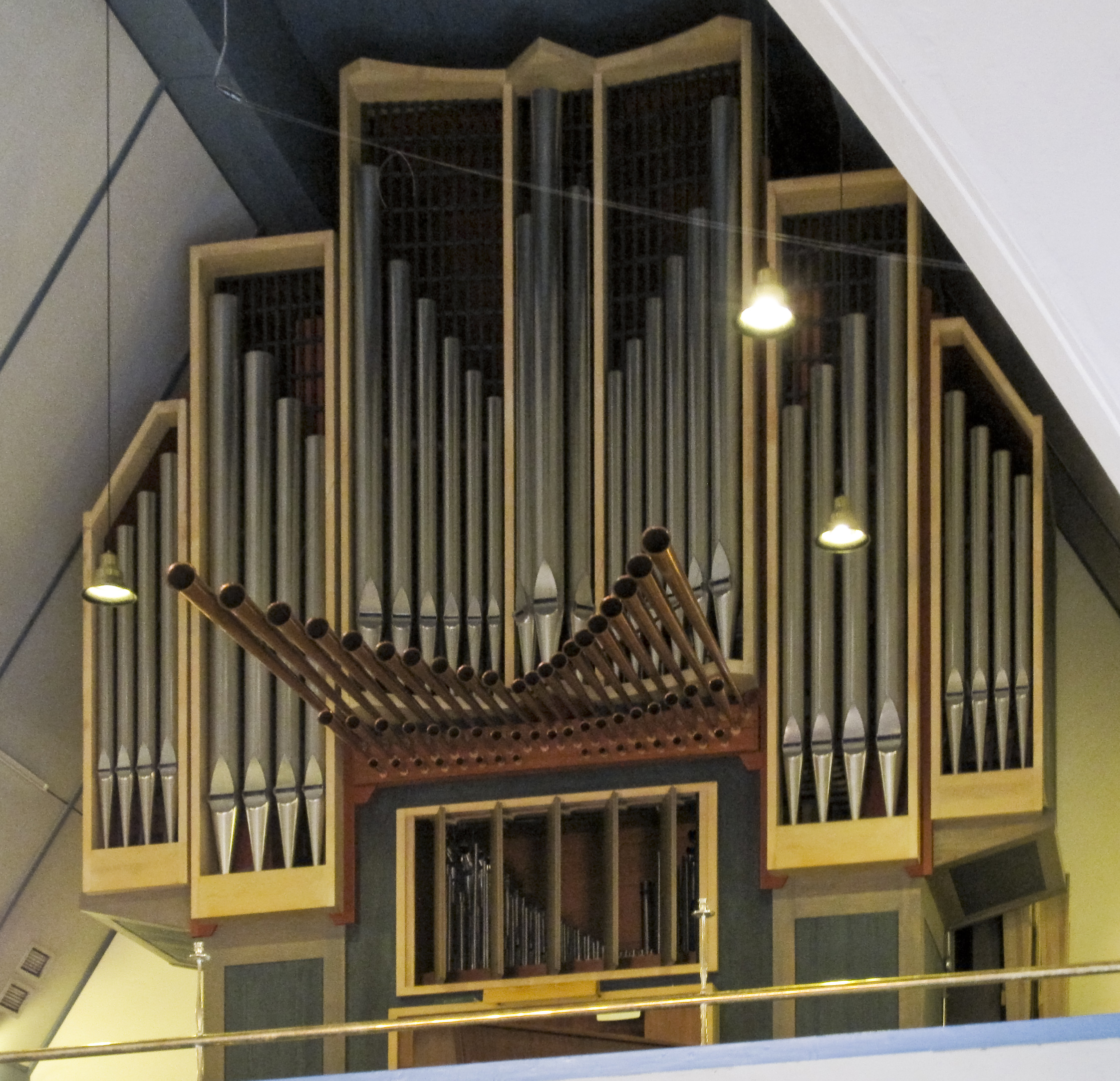
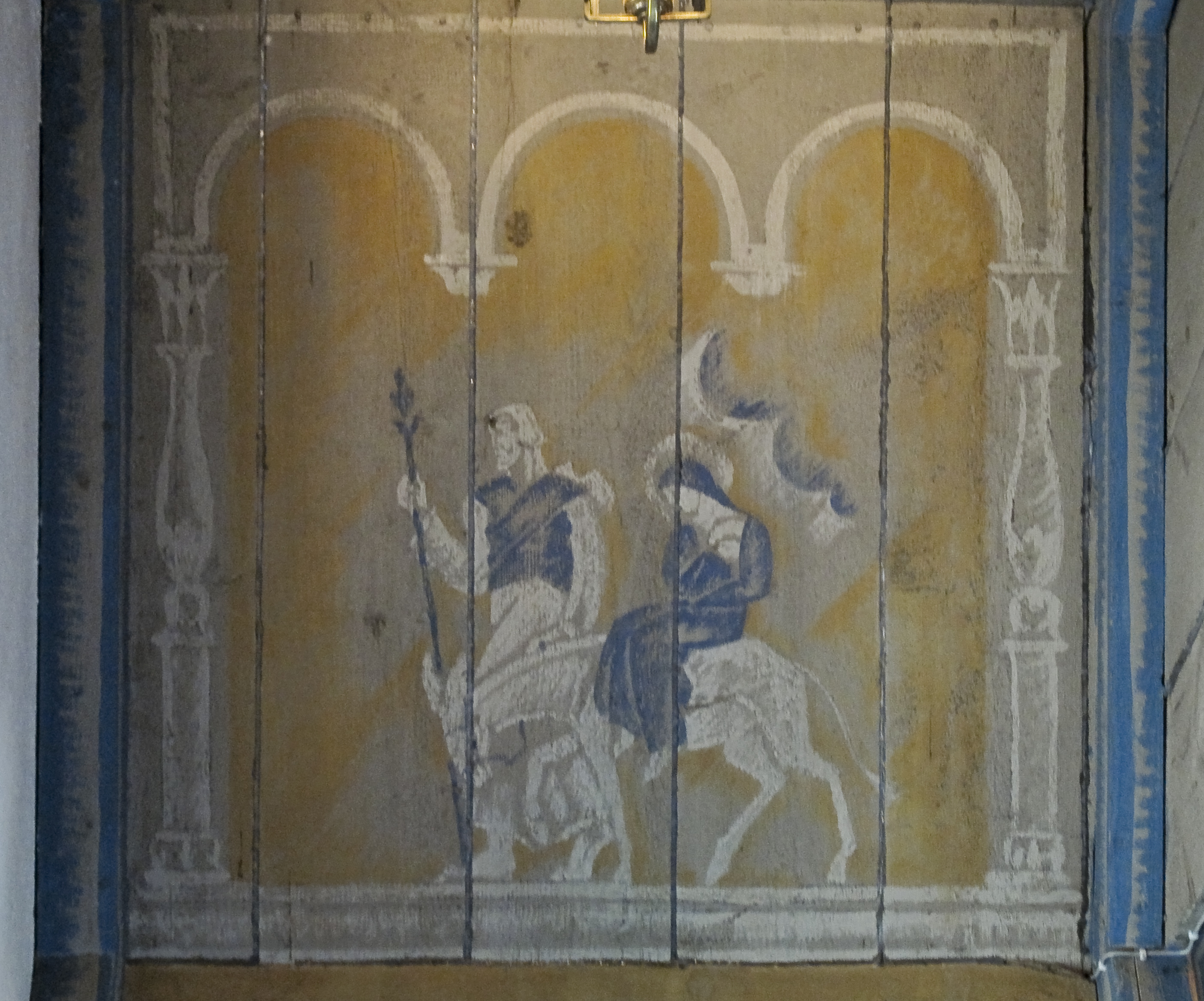
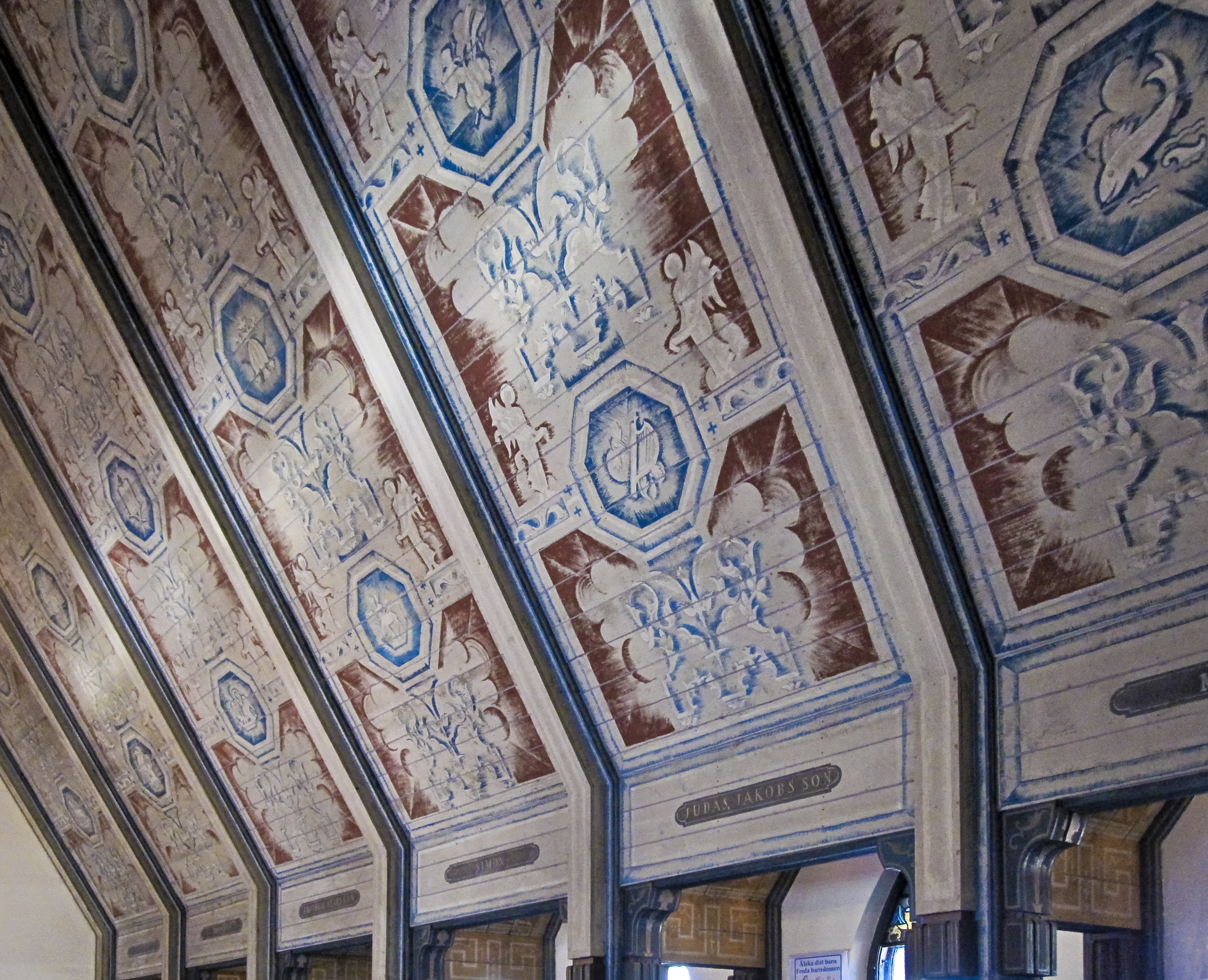
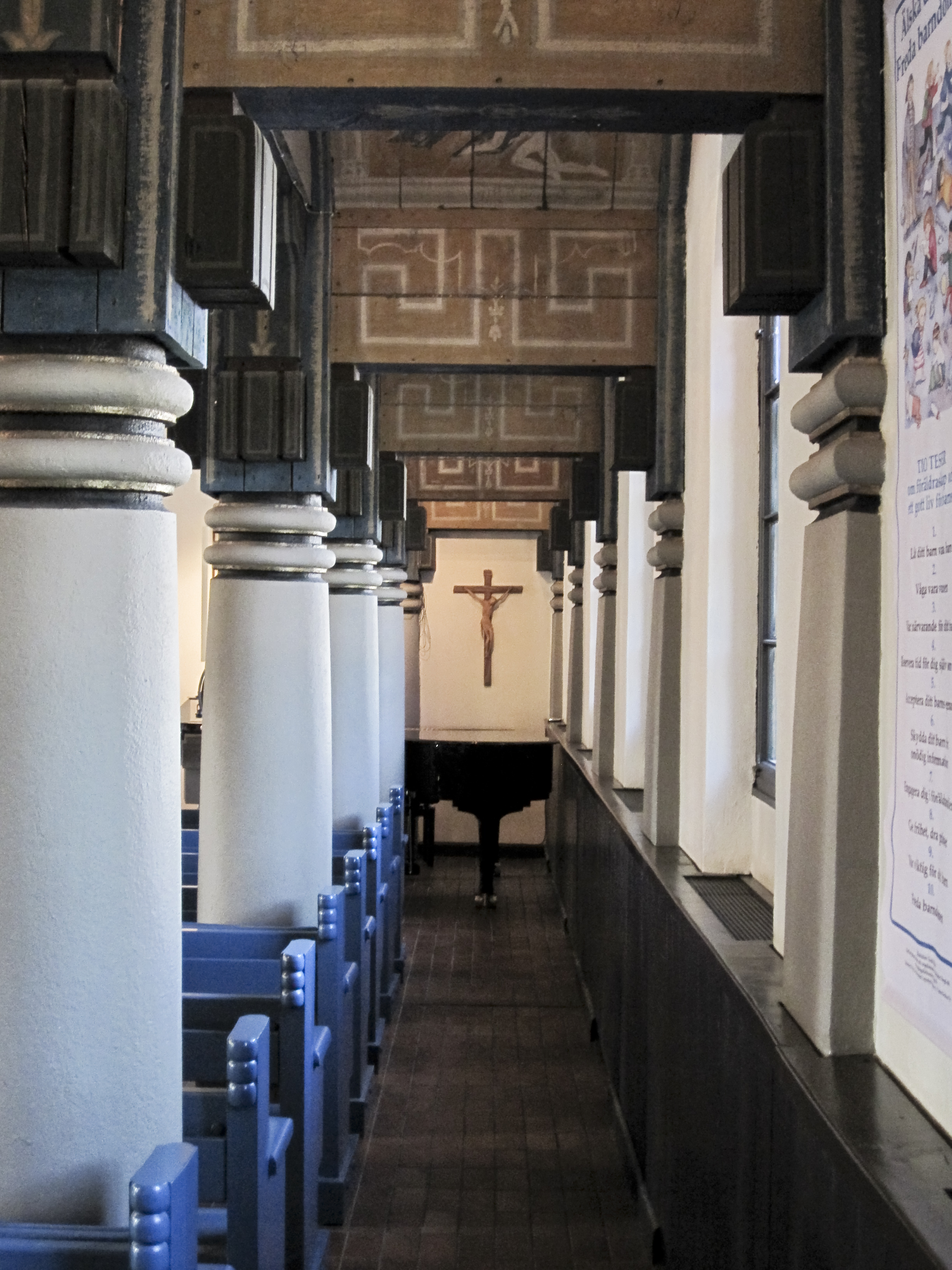
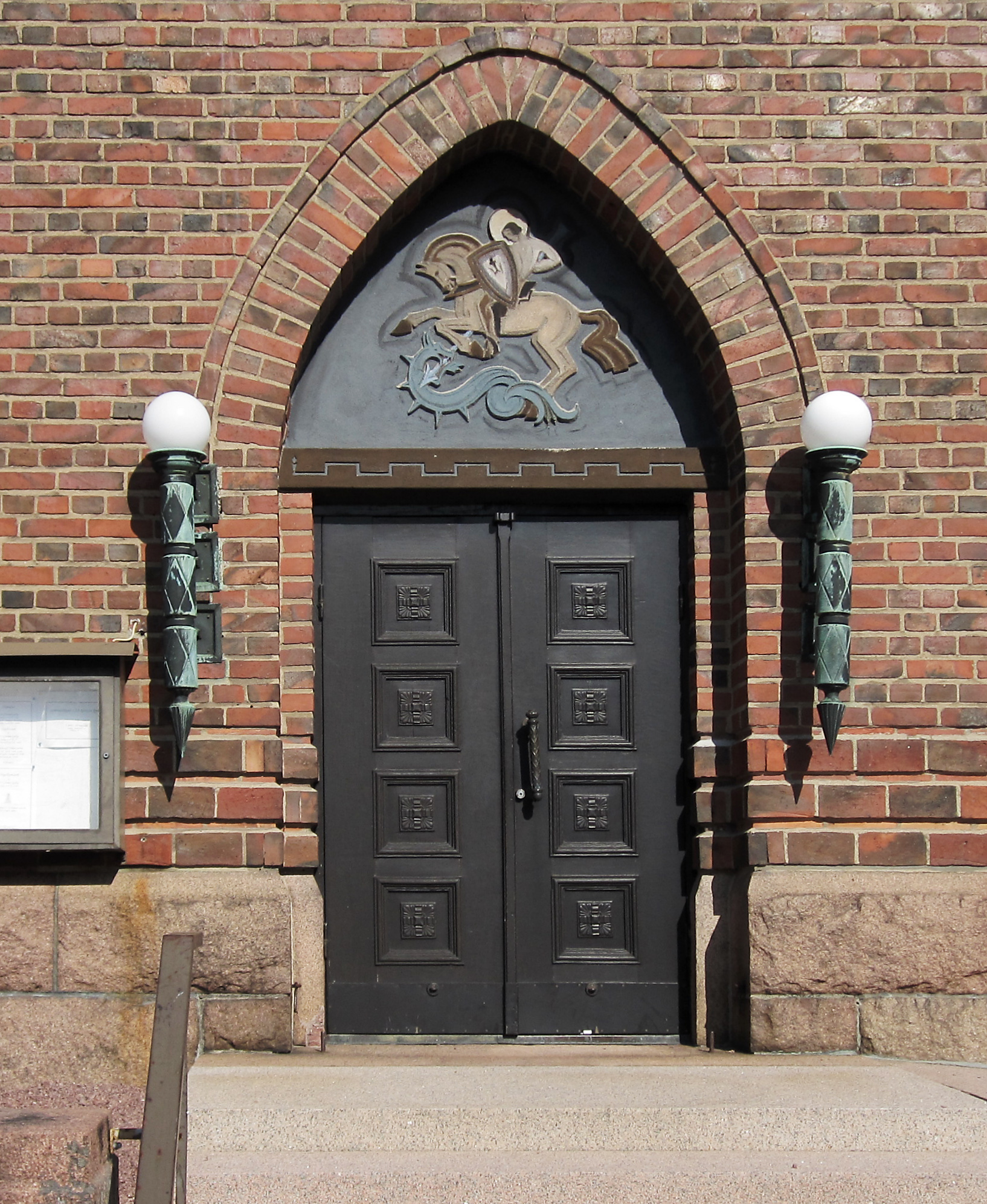
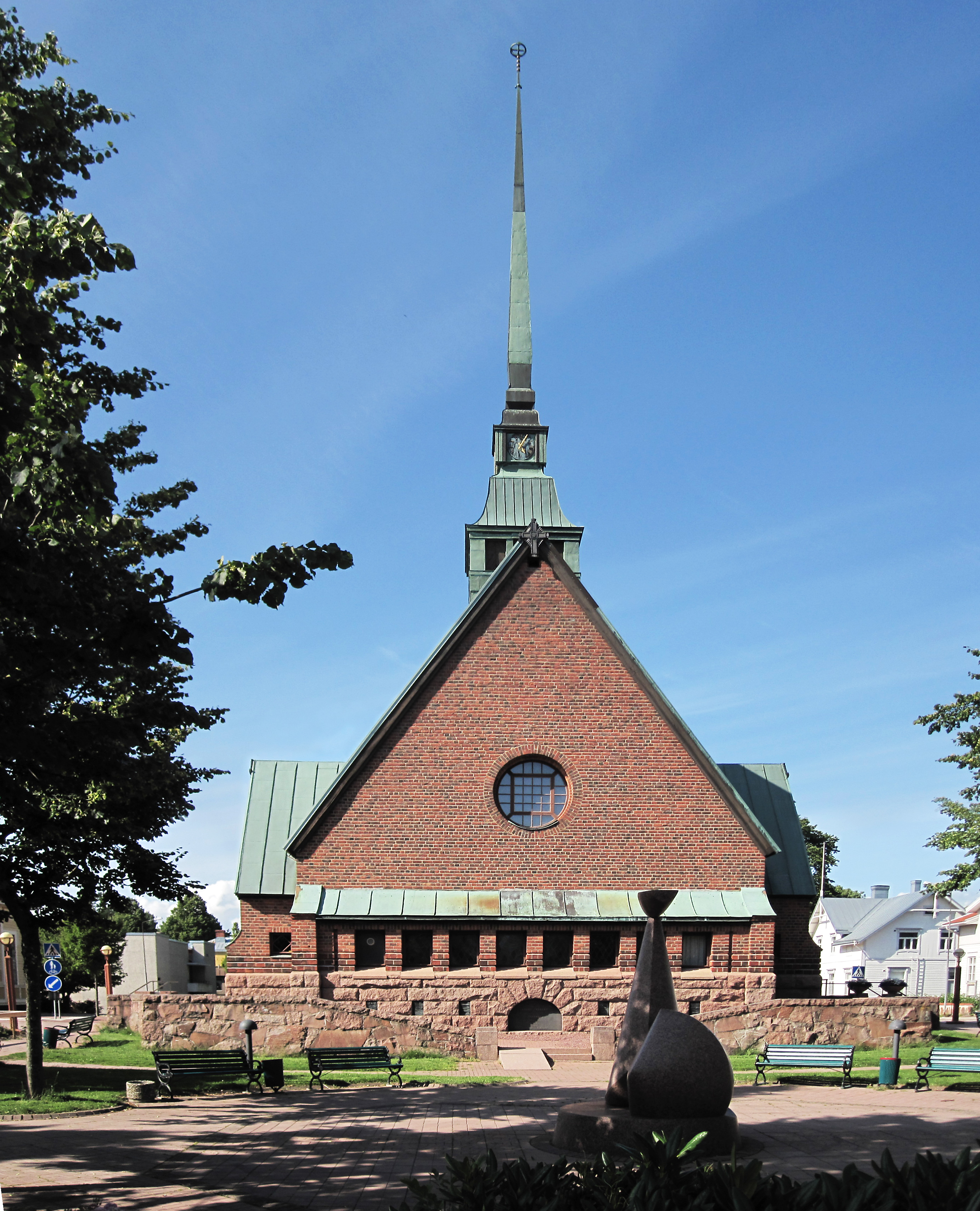
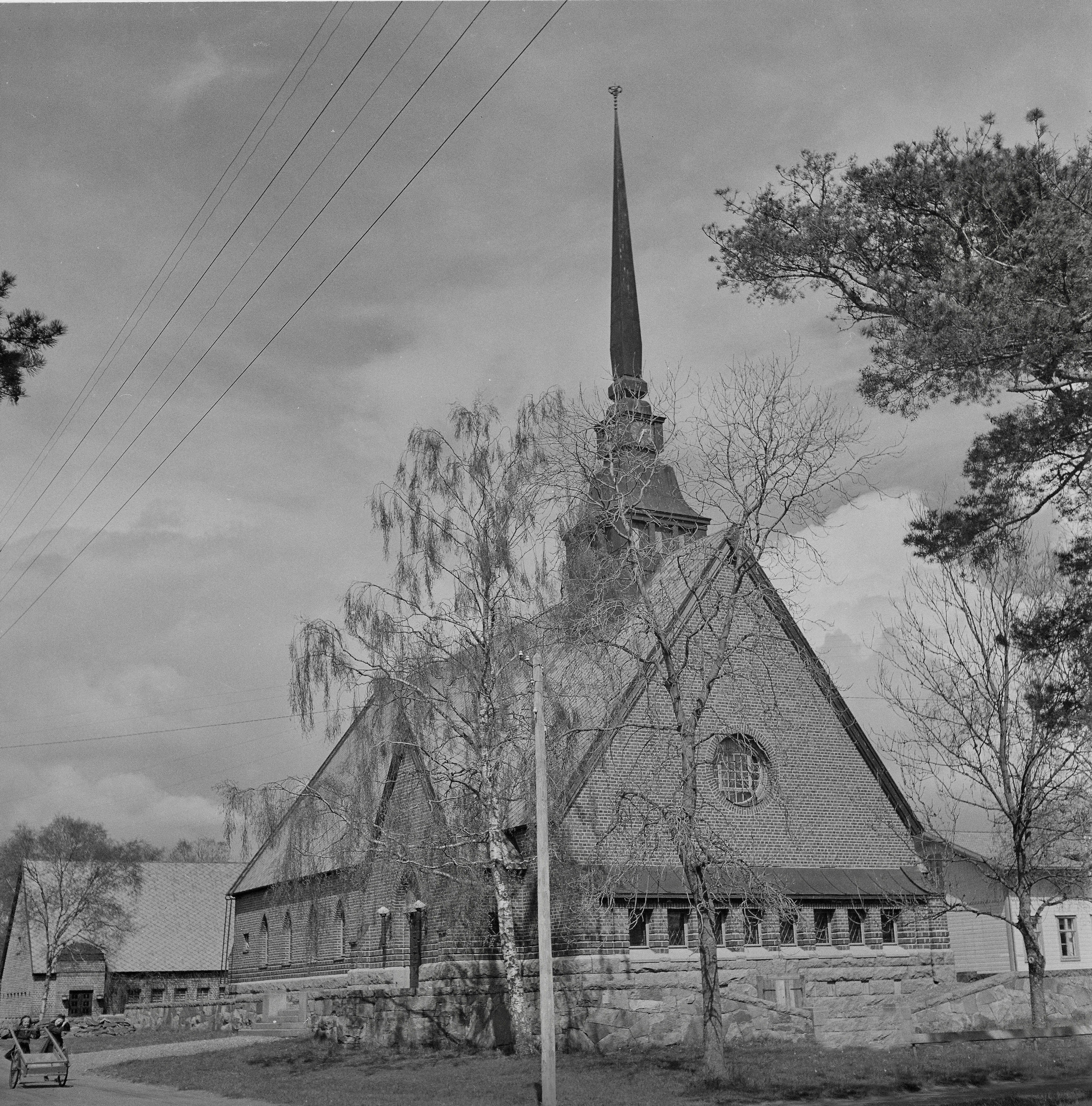
S:t Görans kyrka 1944
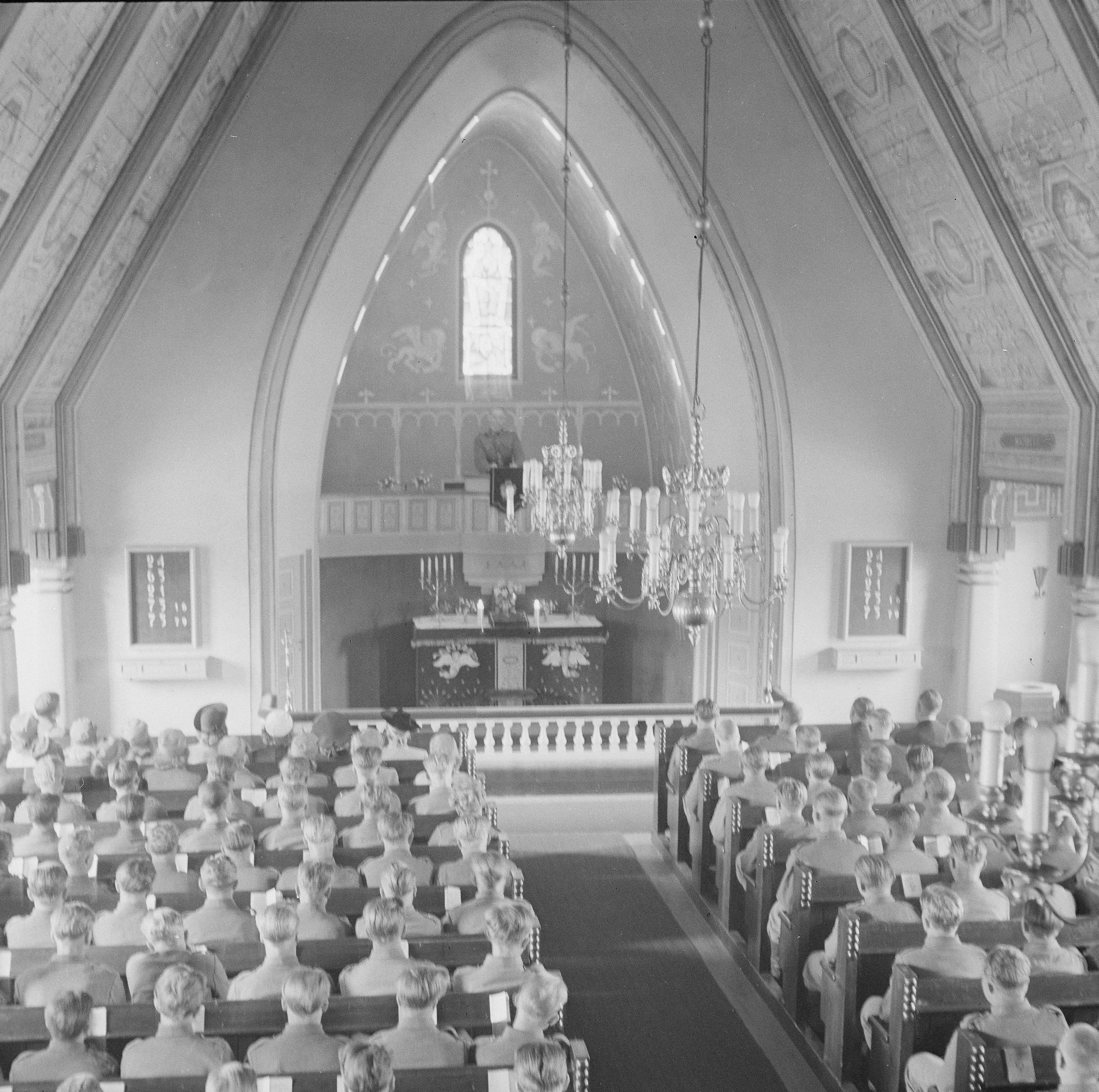
Soldater i kyrkan under De stupades dag 1944

## Orglar
- Cirka 1927 byggdes en orgel av Walcker Orgelbau med 16 stämmor.
- År 1969 byggde Grönlunds orgelbyggeri en ny orgel med 24 stämmor, vilken utökades till 37 stämmor 1982 av samma firma.[1]

| Huvudverk I (C–g³) | Svällverk II (C–g³) | Bröstverk III (C–g³) | Pedal (C–f¹)     | Koppel |
| ------------------ | ------------------- | -------------------- | ---------------- | ------ |
| Kvintadena 16'     | Principal 8'        | Gedackt 8'           | Subbas 16'       | BV/P   |
| Principal 8'       | Salicional 8'       | Principal 4'         | Oktava 8'        | SV/P   |
| Rörflöjt 8'        | Voix celeste 8'     | Rörflöjt 2'          | Gedackt 8'       | HV/P   |
| Oktava 4'          | Oktava 4'           | Waldflöjt 2'         | Oktava 4'        | SV/HV  |
| Spetsflöjt 4'      | Flute octaviane 4'  | Nasat 1 1/3'         | Rauschkvint 3 ch | BV/HV  |
| Kvinta 2 2/3'      | Flagflöjt 2'        | Cymbel 3 ch          | Basun 16'        |        |
| Oktava 2'          | Oktava 1'           | Krumhorn 8'          | Trumpet 8'       |        |
| Ters 1 3/5'        | Sesquialtera 2 ch   | Tremulant            | Skalmeja 4'      |        |
| Mixtur 3–5 ch      | Mixtur 4 ch         |                      |                  |        |
| Trumpet 8'         | Bombard 16'         |                      |                  |        |
|                    | Oboe 8'             |                      |                  |        |
|                    | Clarion 4'          |                      |                  |        |